# Roland Penrose
Sir Roland Algernon Penrose (Londra, 14 ottobre 1900 – Chiddingly, 23 aprile 1984) è stato un pittore, storico e poeta britannico, noto soprattutto per essere stato un grande promotore e collezionista dell'arte moderna e per essere stato uno dei protagonisti del movimento surrealista nel Regno Unito.

## Biografia
Suo padre, James Doyle Penrose, era un notissimo ritrattista dell'epoca e sua madre, Elizabeth Josephine Peckover, era figlia di Lord Peckover, un ricco banchiere di religione quacchera. Per questo motivo il giovane Roland crebbe in un ambiente permeato dal sentimento religioso quacchero e conseguì i suoi studi alla Leighton Park School a Reading nel Berkshire. Durante questo periodo divenne amico di grandi artisti dell'epoca come Pablo Picasso e Max Ernst, che ebbe una grandissima influenza sulla produzione artistica di Penrose.
Nel 1936 Penrose si trasferì a Londra e fu tra gli organizzatori, insieme all'amico Wolfgang Paalen, dell'Esposizione internazionale surrealista di Londra che portò alla nascita del movimento surrealista britannico. Penrose pose dimora a Hampstead dove fondò il centro gravitazionale dell'avanguardia artistica londinese ed aprì la London Gallery su Cork Street, dove promosse il movimento surrealista insieme ai suoi amici Henry Moore, Barbara Hepworth, Ben Nicholson e Naum Gabo.
In questo periodo Penrose commissionò a Moore una scultura per la sua dimora ad Hampstead, quest'opera divenne la pietra dello scandalo e fu utilizzata dalla campagna stampa organizzata contro il movimento surrealista. Nel 1938 Penrose organizzò un'esposizione dell'opera di Picasso Guernica al fine di raccogliere fondi per il movimento repubblicano in Spagna.
Nel 1947 sposò in seconde nozze la fotografa Lee Miller, dopo il divorzio, avvenuto nel 1937, dalla prima moglie Valentine.